# Leptogaster armeniaca
Leptogaster armeniaca là một loài ruồi trong họ Asilidae. Leptogaster armeniaca được Paramonov miêu tả năm 1930. Loài này phân bố ở vùng Cổ Bắc giới.